# Syzransky (huyện)
Huyện Syzransky (tiếng Nga: ? райо́н) là một huyện hành chính tự quản (raion), của Tỉnh Samara, Nga. Huyện có diện tích 1850 km², dân số thời điểm ngày 1 tháng 1 năm 2000 là 26700 người. Trung tâm của huyện đóng ở Syzran.